# 아퀼레이아

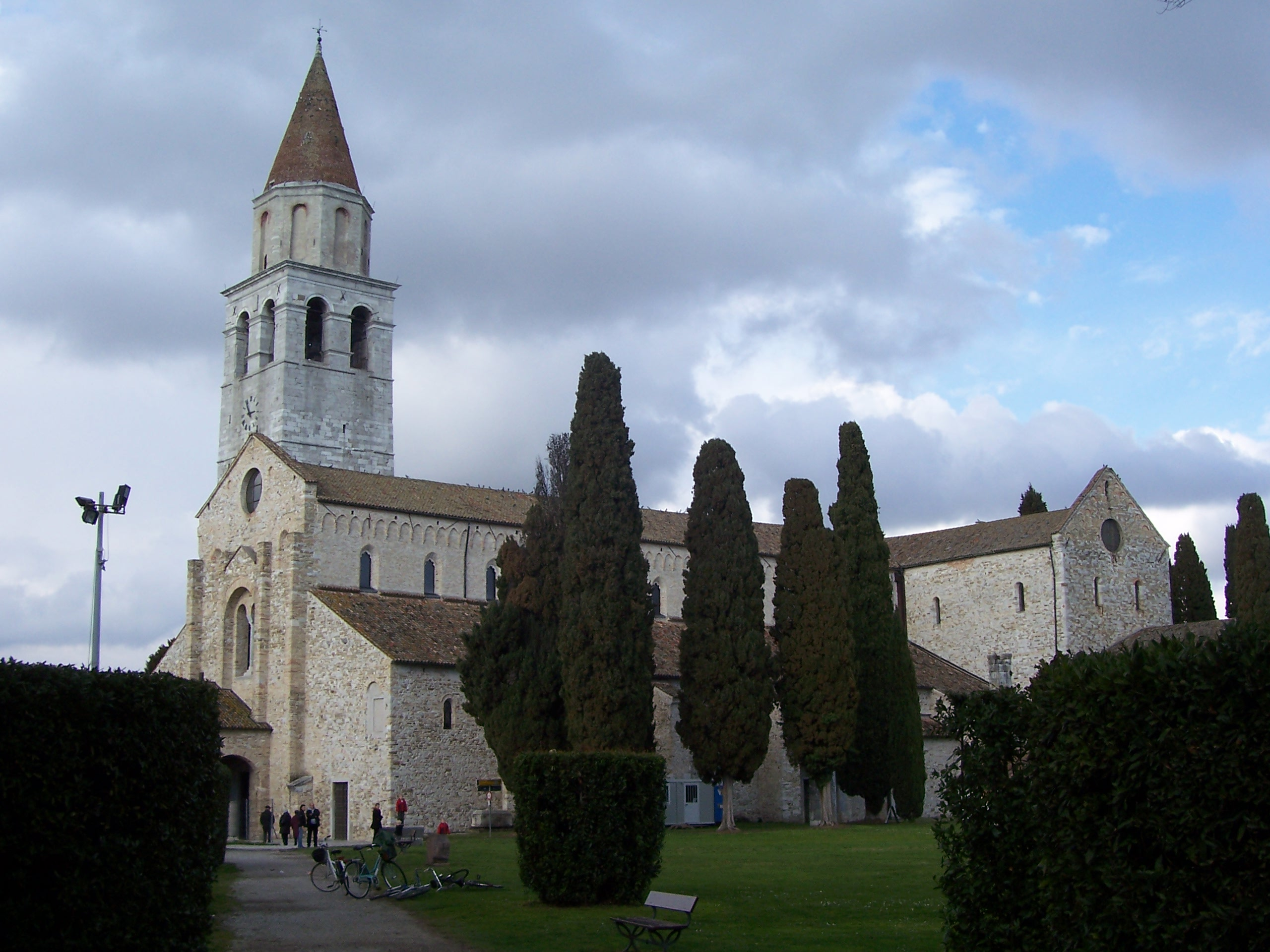

아퀼레이아(Aquileia)는 이탈리아의 고대 로마 공화국의 도시로, 현재는 프리울리베네치아줄리아주 우디네도에 있다. 아드리아해의 머리 부분에 위치해 있으며 바다로부터는 약 10킬로미터 지점에 있다. 오늘날 이 도시는 인구 수가 약 3,500명에 이를 정도로 작은 편이지만 과거 고전 고대 때는 2세기경 인구 수가 100,000명에 이를 정도로 세계 최대의 도시들 가운데 하나로서 규모가 컸다. 또, 이탈리아 북부의 주요 고고학적 지역들 가운데 하나이기도 하다. 고대 후기에 이 도시는 아틸라에 의해 약탈된 이탈리아반도 최초의 도시였다.